# MRVZN Bad Rehburg
Das MRVZN Bad Rehburg ist eine Einrichtung für die forensische Unterbringung in Bad Rehburg. Sie ist Teil des Maßregelvollzugszentrums Niedersachsen (MRVZN).

## Geschichte
Die Historischen Kuranlagen Bad Rehburg gehen auf das Jahr 1753 zurück.
Die Landesversicherungsanstalt Hannover betrieb von 1920 bis 1974 in Bad Rehburg eine Lungenheilstätte. Nach Ende des Zweiten Weltkriegs bis 1949 wurde der größte Teil der Betten- und Pflegekapazitäten vom Britischen Roten Kreuz genutzt. Das Land Niedersachsen verkaufte 1953 die Liegenschaften an das Altenheim Borstel. Die Nutzung fand bis in das Jahr 1975 statt.
Das ehemalige „Hotel Fuß“ wurde 1753 erbaut. 1943 wurde das Haus Landesheilstätte für Lungenkranke. 1959 ging das Haus an das Land Niedersachsen. Es wurde von der Fachabteilung Bad Rehburg genutzt.
Es folgte ein Ausbau der Anstalt zu einer modernen Behandlungsstätte für alkohol- und medikamentenabhängige Männer und Frauen. Der gesamte Komplex der ehemaligen Lungenheilstätte wurde 1984 durch das Landeskrankenhaus Wunstorf erworben.
Ende 2006 erfolgte eine Trennung der Fachabteilung Bad Rehburg vom Landeskrankenhaus Wunstorf. Es wurde als forensisch-psychiatrische Fachklinik für alkohol-, medikamenten- und drogenabhängige Männer mit einer Unterbringung gemäß § 64 StGB weitergeführt.
Die Landeskrankenhäuser Bad Rehburg, Brauel und Moringen wurden 2011 zum gemeinsamen Landesbetrieb Maßregelvollzugszentrum Niedersachsen (MRVZN) mit drei Standorten vereint.
Das alte Hotel stand nach der Jahrtausendwende vorübergehend leer, wurde von 2011 bis 2013 saniert und wird heute wieder als „Parkhotel Bad Rehburg“ benutzt.

## Einrichtung
Das Haus verfügt über 100 Behandlungsplätze, verteilt auf 5 Stationen und drei Wohngemeinschaften. Rechtsgrundlage ist der  Maßregelvollzug nach § 64 StGB.